# Баланс на силите
Баланс на силите е концепция в международните отношения, според която може да се постигне стабилност чрез равномерно разпределение на силите между няколко държави, така че никоя от тях да не доминира. Съществуват различни конфигурации на баланс на силите: биполярен (по време на студената война), триполюсен (между страните разполагащи с ядрена триада), многополюсен и т.н. 
Когато са заплашени, държавите могат да търсят безопасност или чрез балансиране, съюзничество с други против настоящата заплаха; или чрез "бандуаганизъм", съгласявайки се със заплашващата сила. Други тактики за съюзничество включват прехвърляне на отговорности и "верижни връзки". Реалистите отдавна спорят за това как полюсът на системата влияе на избора на тактики; обаче общо мнение е, че в биполарни системи всяка голяма сила няма избор, освен да се изправи директно една срещу друга. Освен споровете между реалистите за предимствата на балансирането в моделите на съюзничество, други училища по международни отношения, като конструктивистите, също са критични към теорията за баланса на сила, оспорвайки основните предположения на реалистите относно международната система и поведението на държавите.

## Баланс на Заплахата
Теорията на Стивън Мартин Уолт за "баланс на заплахата" се върти около идеята, че в анархична система държавите сключват съюзи, за да се защитят. Техното поведение се определя от заплахите, които възприемат, а силата на другите държави е само един аспект от техните изчисления. Уолт предлага, че държавите оценяват заплахите, представяни от другите държави, въз основа на тяхната относителна сила, близост, намерения и баланса между офанзивни и дефанзивни възможности. Тази оценка води до диадично балансиране, което обяснява защо не се появява хегемония в системата.
"По същество, тези четири фактора поясняват защо потенциални хегемони като Наполеонова Франция, Германия през Вилхелмовата епоха и Нацистка Германия накрая се сблъскваха с подчертани коалиции: всяка от тези държави беше важна сила, намираща се на близко разстояние от други и разполагаща със значителни офанзивни възможности, съчетани с изключително агресивни намерения."
Във всички случаи, балансирането е всеизпълняващо. Уолт заключава, че ревизионисткото и агресивно поведение е самоунищожаващо, и "държавите, които са в полза от статуквото, могат да гледат на заплахите сравнително спокойно... В свят на балансиране, политиките, които излъчват въздържание и благожелателност, са най-добрите."

## Верижно връзване
Верижното връзване настъпва, когато една държава вижда своята сигурност вързана със сигурността на своя съюзник. Тя се връзва, като счита всяко нападение срещу своя съюзник за равносилно на нападение срещу нея самата. Това е още един аспект на теорията за баланса на сила, при която по-малките държави можеха да влачат своите връзани държави във войни, които те нямат желание да водят. Един от ключовите примери е верижното връзване между държавите преди Първа световна война, като в резултат почти цяла Европа беше въвлечена във война поради спор между относително голямата сила на Австро-Унгария и малката сила на Сърбия. Така държавите "могат да се връзват безусловно към безотговорни съюзници, чийто оцеляване се счита за незаменимо за поддържането на баланса".

## Дефанзивният структурен реализъм
Дефанзивният структурен реализъм се развива, но е отделен, от неореализма (Уолт 2002, Глейзър 2003). Дефанзивният структурен реализъм споделя минималните предположения на неореализма относно мотивациите на държавите. Подобно на неореализма, дефанзивният структурен реализъм предполага, че държавите търсят сигурност в анархичната международна система - основната заплаха за тяхното благополучие идва от другите държави (Уолт 2002, Глейзър 2003). Има три основни различия между неореализма и дефанзивния структурен реализъм. Първо, докато неореализмът позволява множество микрооснови да обяснят поведението на държавите, дефанзивният структурен реализъм добавя баланса между офанзивни и дефанзивни възможности като променлива. Това е съставна променлива, комбинираща различни фактори, които правят завоеванията по-трудни или по-лесни.

## Офанзивен Реализъм
Офанзивните реалисти приемат, че заплашените държави обикновено се балансират срещу опасните противници, но твърдят, че балансирането често е неефективно и че тази неефективност предоставя възможности за хитър агресор да се възползва от своите противници. Прехвърлянето на отговорности, вместо да се присъединяват към балансираща коалиция, е друга тактика, на която офанзивните реалисти указват, когато оспорват теорията за баланса на сила.
Офанзивните реалисти вярват, че мерките за вътрешно балансиране като увеличаване на отразителните разходи, въвеждане на военна повинност, са ефективни само до определена степен, тъй като обикновено има значителни ограничения на това колко допълнителни ресурси заплашената държава може да събере срещу агресора. Въпреки това, тъй като офанзивните реалисти теоризират, че държавите винаги се стремят да максимизират своята сила, държавите "ефективно са занимавани с вътрешно балансиране постоянно".